# Sigfrido Reyes
Othon Sigfrido Reyes Morales (San Salvador, 3 de septiembre de 1960) es un político salvadoreño, miembro del FMLN, fungió como Presidente de la Asamblea Legislativa de El Salvador.

## Biografía
Realizó sus estudios de bachillerato en el Instituto Nacional General Francisco Menéndez (INFRAMEN), y el año 1978 fue reconocido como Primer Bachiller de la República de El Salvador. Durante la Guerra Civil, fue parte del Partido Comunista Salvadoreño. Participó por varios años en la lucha armada del Frente Farabundo Martí para la Liberación Nacional, organización que agrupó a las distintas organizaciones político-militares que buscaban acabar con la dictadura militar que se instauró en El Salvador desde 1931.
Una vez terminado el conflicto, realizó estudios académicos en diversas instituciones, tales como el INCAE y Universidad Centroamericana "José Simeón Cañas". En la Universidad de El Salvador, obtuvo el grado de Licenciado en Relaciones Internacionales. Se ha especializado en asuntos de economía y, comercio y finanzas internacionales. Ostenta una Maestría en Administración Financiera por la Universidad Tecnológica de El Salvador. En el año 2021 fue seleccionado entre miles de aspirantes de todo el mundo para cursar un a Maestría en Asuntos Internacionales, con especialización en Gestión de Política Económica, en la Columbia University, en Nueva York, como parte de un Programa de Altos Estudios del Instituto del Banco Mundial y el Gobierno de Japón. En el verano del año 2002 colaboró con el Departamento de África Occidental del Grupo del Banco Mundial, en investigaciones relacionadas con la integración económica de los Estados del ECOWAS. 
Como parte del partido político Frente Farabundo Martí para la Liberación Nacional (FMLN), del cual es miembro fundador, ha desempeñado diversos cargos, entre ellos: Secretario de Comunicaciones del FMLN; Miembro del Consejo Nacional, Comisión Política y Diplomática del FMLN; Diputado al Parlamento Centroamericano período  1996 – 2001, y 2001 – 2006; Diputado Propietario por el departamento de San Salvador en la Asamblea Legislativa de El Salvador, período 2006 - 2009, y 2009 - 2011, en el que fue Primer Vicepresidente de la Junta Directiva.
Reyes asumió la Presidencia del Parlamento salvadoreño el 1 de febrero de 2011, a raíz de la modificación de un "protocolo de entendimiento" entre las fracciones del FMLN, GANA y PCN; el cual estipulaba que Ciro Cruz Zepeda (PCN) cediera el cargo en esa fecha. El 1 de mayo de 2012, fue ratificado en el cargo para un período de tres años.
En enero de 2020, la Fiscalía General de la República de El Salvador ordenó la captura de Reyes, su hermano René Reyes Morales, su socio, Byron Larrazábal y Karla Beatriz Recinos, por los delitos de Lavado de Dinero, Peculado y Estafa. La suma por la que los imputados son acusados supera los 5 millones de dólares, de los que más de 470.000 dólares son atribuidos a Reyes y aproximadamente 660.000 dólares a su esposa.
En 2021, el Departamento de Estado de Estados Unidos lo agregó en la Lista Engel señalado de fraude y malversación de fondos públicos.

## Trayectoria Política
- Presidente de la Honorable Asamblea Legislativa - Período 2011-2012.
- Primer Vicepresidente de la Honorable Junta Directiva de la Asamblea Legislativa de El Salvador.
- Diputado Propietario por el Departamento de San Salvador Período 2009 – 2011.
- Secretario de Comunicaciones del FMLN.
- Miembro del Consejo Nacional, de la Comisión Política y Diplomática del FMLN.
- Diputado Propietario por Departamento de San Salvador - Período 2006 - 2009.
- Diputado al PARLACEN - Período 2001 – 2006.
- Diputado al PARLACEN - Período 1996 – 2001.
- Miembro Fundador del Partido FMLN. 1992.
- Combatiente guerrillero del FMLN

## Trayectoria Académica
- Programa Avanzado de Políticas Económicas y Sociales. INCAE, Costa Rica, (1993).
- Programa de Alta Gerencia en Escuela de Administración y Dirección de Empresa. Universidad Centroamericana (UCA). El Salvador. (1994)
- Licenciatura en Relaciones Internacionales en la Universidad de El Salvador, (1995).
- Diplomado en Comercio Internacional e Integración Económica. Universidad Tecnológica de El Salvador, (1996).
- Maestría en Administración Financiera, Universidad Tecnológica de El Salvador, (1999).
- Maestría en Gestión de Política Económica. Escuela de Asuntos Públicos e Internacionales, Universidad de Columbia, New York, (2002).

## Distinciones Académicas
- Primer Bachiller de la República de El Salvador (1978).
- Becario y Alumno de Mérito de la Universidad Tecnológica de El Salvador (1995-1998).
- Becario del Programa del Gobierno de Japón para Estudios Avanzados en Economía (2001-2002).
- Participación en Organizaciones Internacionales.
- Miembro de la Organización Acción Mundial de Parlamentarios (PGA, por sus siglas en inglés).

## Otras Distinciones
- Gran Cruz de la Orden de Mayo acordada por el Consejo de la Orden de Mayo y concedida por la Presidenta de la República Argentina, Dra. Cristina Fernández de Kirchner el 8 de noviembre de 2011.[8]
- Orden Bernardo O´Higgins, concedida por el Gobierno de la República de Chile. 2012
- Medalla al Mérito Parlamentario. Concedida por el Senado de la República de Chile. 2012
- Medalla de la Soberanía Nacional. Otorgada por la Asamblea Nacional de la República de Nicaragua. 2011
- Orden Francisco Morazán. Otorgada por el Parlamento Centroamericano. 2011